# زمین‌لرزه ۱۳۴۹ مراوه‌تپه
زمین‌لرزه مراوه‌تپه در تاریخ ۳۰ ژوئیه ۱۹۷۰ میلادی، برابر با ‎۸ مرداد ۱۳۴۹، ساعت ۰:۵۲:۲۰ به زمان یوتی‌سی در ترکمن‌صحرا رخ داد. ژرفای این زلزله ۹٫۷ کیلومتر بود. بزرگی آن ۶٫۶ در مقیاس Ms اعلام شده‌است. زمین‌لرزه به وقت محلی در روز پنج‌شنبه، ساعت ۳٫۵ روی داده و منطقه زمانی آن یوتی‌سی +۳٫۵ بوده‌است.
سازمان زمین‌شناسی آمریکا نیز جای این زمین‌لرزه را در مختصات ۳۷°۴۸′شمالی ۵۵°۵۴′شرقی / ۳۷٫۸°شمالی ۵۵٫۹°شرقی و بزرگی آنرا برابر با ۶٫۷ در مقیاس ریشتر اعلام کرده‌است. ژرفای گزارش شده از سوی این سازمان ۱۶ کیلومتر می‌باشد.
شمار کشتگان زلزله حدود ۲۲۰ نفر بوده‌است. تعداد زخمیان ۴۸۳ نفر برآورده شده‌است. بی‌خانمان شدگان نیز ۱۰۰۰۰ نفر اعلام شده‌است. در این زمین‌لرزه، ۵۶ روستا و ۱٬۷۵۵ واحد مسکونی ویران شدند.